# Deutsche Zeitschrift für Philosophie

«Deutsche Zeitschrift für Philosophie» (Немецкий журнал по философии) — международный рецензируемый научный журнал философских исследований, издаваемый De Gruyter каждые два месяца. Создан способствовать развитию дискуссий между различными философскими школами и поиску новых концепций. Язык публикации немецкий (с резюме на английском языке).

## История
Журнал был создан в 1953 году на базе Akademie-Verlag в Восточном Берлине.
В числе авторов, писавших статьи для издания, известные немецкие и международные философы. В их числе: Эрнст Блох, Вольфганг Харих, Эрхард Альбрехт, Борис Парыгин, Вольфганг Эйххорн, Герберт Хёрц, Георг Клаус, Альфред Косинг, Гюнтер Крёбер, Георг Лукач, Герман Лей, Ганс-Петер Крюгер, Георг Менде, Ханс-Кристоф Раух, Мартин Роббе, Герман Шелер, Готфрид Штилер, Уго Веларде, Камилла Варнке, Дитер Виттих и многие другие.